# Consell departamental de l'Aisne
El Consell departamental de l'Aisne (en francès, conseil départemental de l'Aisne) és l'assemblea deliberant del departament francès de l'Aisne a la regió dels Alts de França. La seva seu es troba a Laon.

## Composició
El març de 2015 el Consell departamental era constituït per 42 elegits pels 21 cantons de l'Aisne.
| Partit                              | Sigles | Electes |
| ----------------------------------- | ------ | ------- |
| Majoria (18 escons)                 |        |         |
| Els Republicans                     | LR     | 10      |
| Unió dels demòcrates i independents | UDI    | 5       |
| Divers Droite                       | DVD    | 3       |
| Oposició (16 escons)                |        |         |
| Partit Socialista                   | PS     | 7       |
| Partit Comunista Francès            | PCF    | 5       |
| Divers gauche                       | DVG    | 2       |
| Europa Ecologia-Els Verds           | EELV   | 1       |
| Partit Radical d'Esquerra           | PRG    | 1       |
| Oposició (8 escons)                 |        |         |
| Front Nacional                      | FN     | 8       |
| President del Consell departamental |        |         |
| Nicolas Fricoteaux (UDI)            |        |         |